# Ancore d'oro

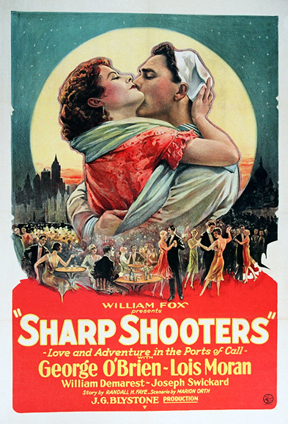

Ancore d'oro (Sharp Shooters) è un film muto del 1928 diretto da John G. Blystone.
È il film d'esordio di Randolph Scott, futura star del cinema western.

## Produzione
Il film fu prodotto dalla Fox Film Corporation

## Distribuzione
Distribuito dalla Fox Film Corporation, il film - presentato da William Fox -uscì nelle sale cinematografiche USA il 15 gennaio 1928.